# Bob Franco
Pour les articles homonymes, voir Franco (homonymie).
Bob Franco ou Bobby Franco, noms de scène de Klaus Honsel (né le 30 mars 1937 à Bielefeld, mort le 30 octobre 2016 à Munich) est un chanteur et acteur allemand.

## Biographie
Klaus Honsel chante dans la chorale d'enfants de Bielefeld à partir de 1945. Il suit un apprentissage de graphiste, mais continue à chanter dans la chorale de l'église et dans la chorale supplémentaire du théâtre de Bielefeld.
Il participe en tant que chanteur de schlager sous le nom de Bobby Franco à des concours de chant, dont en 1958 dans l'émission Toi, toi, toi de Peter Frankenfeld (en). À partir de 1958, Franco enregistre de nombreux chansons, souvent des reprises de titres américains. Il signe avec les maisons de disques Decca-Schallplatten (1958), Telefunken (1959-1962) et Philips (1963). En 1959, il connaît un grand succès avec Mandolinen und Mondschein. En 1961, il est le premier interprète en langue allemande de la chanson Only the Lonely de Roy Orbison avec le titre Noch bist du einsam. En 1962, il enregistre les titres Schöne Caroline et (Hör mein Lied) Violetta pour Telefunken avec Gert Wilden et son orchestre. En 1963, il présente dans l'émission Strandgeflüster de la NDR avec le Starlets-Chor sa version de la chanson Vielleicht ist Liebe nichts als Illusion (Perfidia) et avec Anita Lindblom Die Nacht ist voller Zärtlichkeit (My Foolish Heart).
En février 1961, il participe à l'émission de sélection de l'Allemagne au Concours Eurovision de la chanson 1961 au Kurtheater de Bad Homburg vor der Höhe avec la chanson Langsamer Walzer et est éliminé.
Grâce au succès Mandolinen und Mondschein, il peut se payer des cours privés de théâtre à Bielefeld et Bochum.
À partir de 1962, l'artiste prend le nom de Bob Franco en tant qu'acteur de comédie musicale. À partir de septembre 1962, il incarne Freddy Eynsford-Hill dans la comédie musicale My Fair Lady au Deutsches Theater de Munich aux côtés de Sonja Ziemann dans le rôle d'Eliza. Plus tard, il assume le rôle du chauffeur de camion à ordures Alfred P. Doolittle dans cette comédie musicale. En 1963 au Stadttheater Zürich, il participe à la première en langue allemande de la comédie musicale américaine Carnival (en). En 1968-1969, il est le partenaire de Marika Rökk dans les performances de la comédie musicale Hello, Dolly!. Il incarne également Gaston dans la comédie musicale Gigi (en) aux côtés de Johannes Heesters, notamment à Berlin en 1976 au Theater des Westens et en 1978 au Staatstheater am Gärtnerplatz de Munich. En tournée, il se produit dans la comédie musicale Irma la Douce et dans la comédie musicale Prairie-Saloon de Lotar Olias (de).
En 1962, il tient un rôle au cinéma dans la comédie musicale Auf Wiedersehn am blauen Meer (de).
Il joue régulièrement du théâtre de boulevard dans les grands théâtres de boulevard de Bonn, Cologne, Berlin (Theater am Kurfürstendamm), Hambourg et Munich. Pendant deux ans, il est membre permanent de l'ensemble du Kom(m)ödchen (en) à Düsseldorf. Franco est un invité régulier de l'ensemble de la Komödie im Bayerischen Hof (en).
Parfois, Franco tient des rôles de théâtre classique.

## Filmographie
- 1962 : Auf Wiedersehn am blauen Meer (de)
- 1963 : Strandgeflüster (TV)
- 1963 : Glück zu kleinen Preisen (TV)
- 1964 : Mitternachtszauber (TV)